# 阿爾恰爾河
43°43′58″N 22°42′22″E / 43.73278°N 22.70611°E

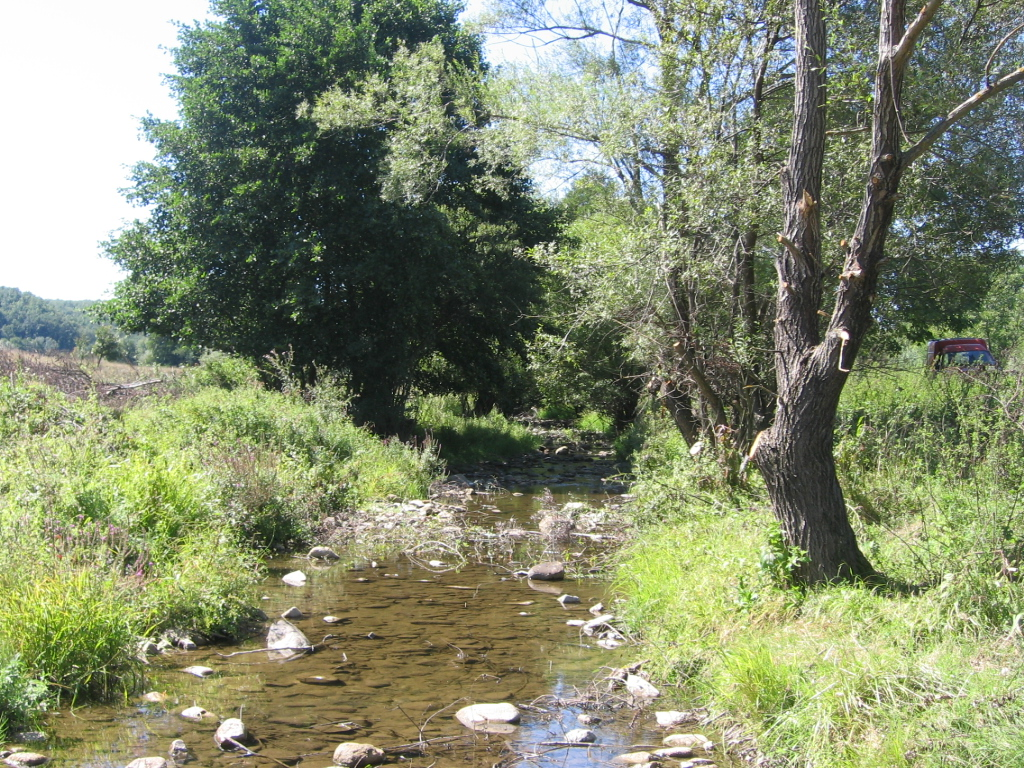

阿爾恰爾河是保加利亞的河流，位於該國北部巴爾幹山脈西部，屬於多瑙河的右支流，河道全長59公里，流域面積365平方公里，河口流域每秒1.57立方米。